# Schwabengletscher
Der Schwabengletscher ist ein Gletscher in den Anare Mountains des ostantarktischen Viktorialands. Er liegt westlich des Tiger Peak und fließt in nordwestlicher Richtung zum McMahon-Gletscher.
Wissenschaftler der deutschen Expedition GANOVEX I (1979–1980) benannten ihn nach der Region Schwaben.